# Mnichovka
Mnichovka (též Mnichovický potok) je potok v okrese Praha-východ ve Středočeském kraji. Je to pravostranný přítok řeky Sázavy. Délka toku činí 13,2 km. Plocha povodí měří 55,9 km².

## Průběh toku
Mnichovka pramení jihozápadně od Svojetic v nadmořské výšce okolo 490 m. Teče převážně jižním směrem. Protéká městem Mnichovice a obcí Senohraby, pod kterými ústí do Sázavy na jejím 37,3 říčním kilometru v nadmořské výšce 268 m.

### Větší přítoky
- Všestarský potok je pravostranný přítok, jehož délka činí 1,9 km.[3] Do Mnichovky se vlévá na 9,2 říčním kilometru.[3]
- Struhařovský potok (hčp 1-09-03-125) je levostranný přítok, jehož délka činí 4,6 km.[3] Do Mnichovky se vlévá na 7,5 říčním kilometru.[3]
- Křiváček je levostranný přítok, jehož délka činí 1,5 km.[3][pozn 1] Do Mnichovky se vlévá na 6,8 říčním kilometru.[3]
- Myšlínský potok je levostranný přítok, jehož délka činí 3,0 km.[3] Do Mnichovky se vlévá na 5,8 říčním kilometru.[3]
- Kunický potok (hčp 1-09-03-127) je pravostranný a celkově největší přítok Mnichovky, jehož délka činí 8,5 km.[4] Plocha povodí měří 16,8 km².[2] Do Mnichovky se vlévá na 2,5 říčním kilometru.[4]
- Šmejkalka (hčp 1-09-03-131) je levostranný přítok, jehož délka činí 5,5 km.[5] Do Mnichovky se vlévá na 1,8 říčním kilometru.[5]

## Vodní režim

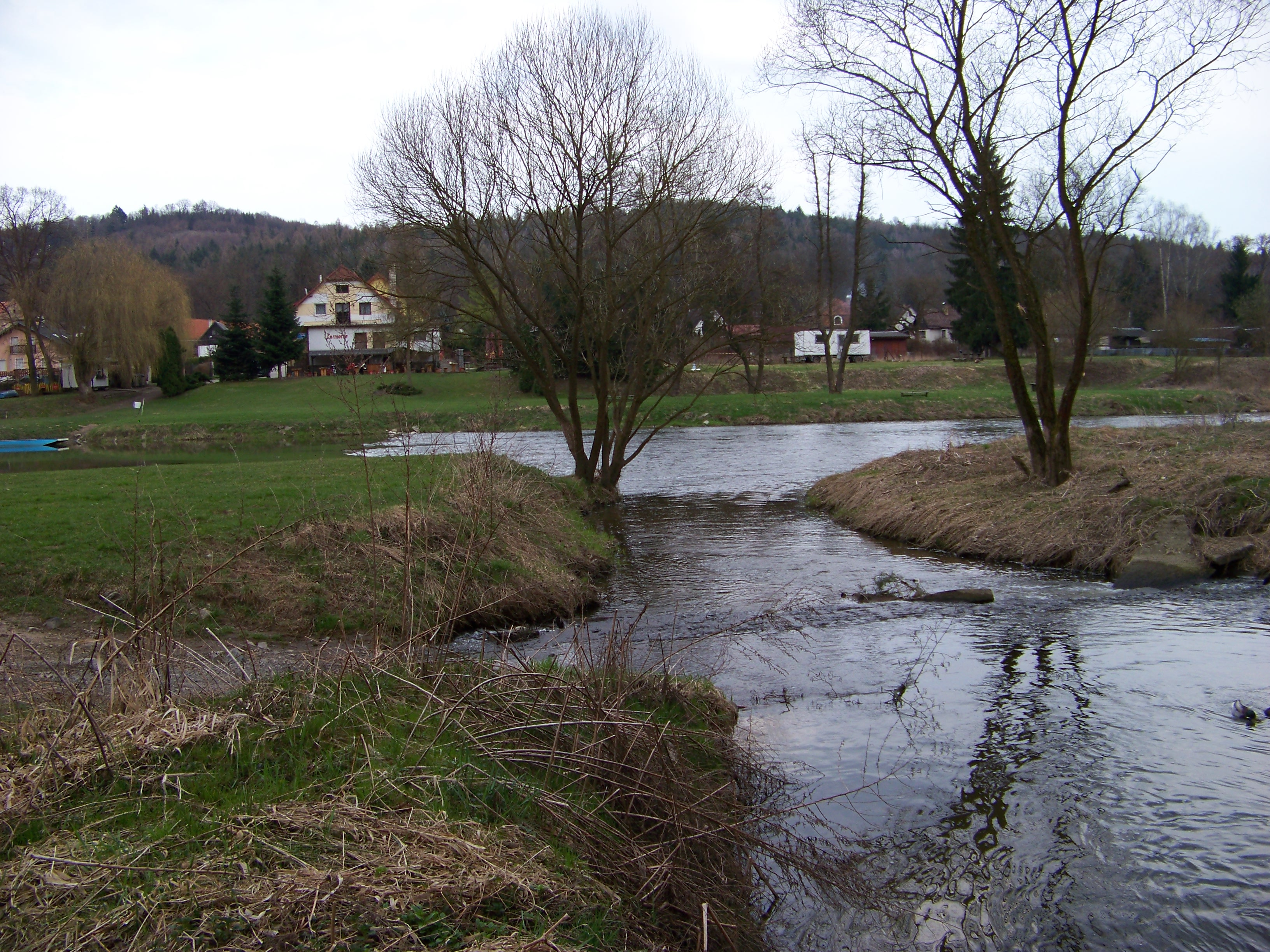
Ústí Mnichovky do Sázavy

Průměrný průtok u ústí činí 0,23 m³/s.
M-denní průtoky u ústí:
| M [dní]  | Q30  | Q60  | Q90  | Q120 | Q150 | Q180 | Q210 | Q240 | Q270 | Q300 | Q330 | Q355 | Q364 |
| -------- | ---- | ---- | ---- | ---- | ---- | ---- | ---- | ---- | ---- | ---- | ---- | ---- | ---- |
| Q [m³/s] | 0,51 | 0,36 | 0,28 | 0,23 | 0,19 | 0,16 | 0,14 | 0,11 | 0,09 | 0,07 | 0,05 | 0,03 | 0,02 |